# Contea di Burke (Australia)
La contea di Burke è una Local Government Area che si trova nel Queensland. Essa si estende su una superficie di 40.126,8 chilometri quadrati e ha una popolazione di 17.364 abitanti. La sede del consiglio si trova a Burketown.